# M.A.S.K.

## M.A.S.K.
Conduși de Matt Trakker membrii echipei M.A.S.K. 
luptă împotriva crimei într-un mod absolut neobișnuit. 
Ei își pun măști cu puteri deosebite pentru a se lupta 
cu răufăcătorii din VENOM.

## Difuzare
Serialul a fost difuzat pe canalul KidsCo.